# Система сигнализации опасности
Система сигнализации (об) опасности (ССО) — комплекс технических средств гражданского воздушного судна, предназначенный для передачи информации бортпроводниками экипажу и экипажем на диспетчерские пункты по УКВ-радиоканалам речевой связи о возникновении опасности захвата, нападения на экипаж.
ССО является важным звеном в техническом обеспечении борьбы с воздушным пиратством и терроризмом. Данной системой оборудованы воздушные суда советского и российского производства. Действия экипажа описаны в специальных инструкциях МГА СССР от 01.03.1981 года и от 16.11.1983 года.
Состоит из двух подсистем — внутренней и внешней:
- Кнопка ССО в салонеВнутренняя подсистема представляют собой простые цепи электрической сигнализации для передачи тревожного сигнала из отсека бортпроводников или пассажирского салона в кабину экипажа. При активации из пассажирского салона в кабине экипажа срабатывает световая и звуковая сигнализация.

- Внешняя подсистема включает в себя электронный блок для автоматической подачи на землю кодированного сигнала через передатчик включенной бортовой УКВ радиостанции. При активации внешней подсистемы в радиоэфир в течение 11 секунд передаются 6 звуковых сигналов (— — — — — —) частотой 800 Гц непрерывно по циклу: 11 секунд – работа, 40 секунд – пауза. Во время работы на борту воздушного судна сигналы не прослушиваются, что позволяет осуществить передачу скрытно от захватчиков. Во время паузы экипаж может вести радиосвязи с диспетчером управления воздушным движением и экипажами других воздушных судов.

На борту кнопки включения системы маскируются под какие-нибудь аксессуары пилотской кабины и пассажирского салона, например, электрическую розетку. На земле воздушное судно, передающее сигнал ССО, определяется путём сличения азимута меток, отображаемых на индикаторе воздушной обстановки, и радиопеленга (направления) на передающую бортовую радиостанцию в момент получения звуковых сигналов.